# 浅井美幸 (アナウンサー)
浅井 美幸（あさい みゆき、1984年5月2日 - ）は、愛知県と岐阜県を拠点に活動している日本のフリーアナウンサー。トークナビ所属。

## 来歴
岐阜県羽島市出身、愛知県大府市在住。
大学を卒業後、テレビ局の制作部でカメラマンやディレクターなどの制作業務を経験。その後、2009年4月から2012年3月まで九州朝日放送運営のKBCラジオでラジオカーリポーターを務めていた。2012年4月に岐阜放送（ぎふチャン）のアナウンサーになり、2014年12月いっぱいまで同局の番組に出演していた。こうした活動の中、取材や記者クラブ参加などの経験も積む。
岐阜放送を退社してからは育児に専念していたが、第2子出産を控えていた2017年にトークナビ所属のフリーアナウンサーになり、講師業を主とした活動を開始する。2021年には、エフエム岐阜で放送されるニュース番組にも出演している。

## 担当番組

### テレビ番組
- KBCニュース[注釈 1]（九州朝日放送）
- NEWS 5 PLUS（岐阜放送、2012年 - 2013年） - 情報コーナー担当
- NEWSぎふチャン（岐阜放送）
- Station!（岐阜放送、2014年）
- HuloLabo presents 心の笑顔研究所（チバテレ、2019年）

### ラジオ番組
- KBC朝日新聞ニュース（KBCラジオ）
- 聴けばだいjob! げんき企業応援隊（KBCラジオ） - アシスタント
- ラジオ土曜便（岐阜放送ラジオ、2012年 - 2014年） - サブパーソナリティ[8][注釈 2]
- 吉村功のスポーツオブドリーム（岐阜放送ラジオ、2013年 - 2014年） - パーソナリティ[注釈 3]
- 歌のない歌謡曲（岐阜放送ラジオ、2013年 - 2014年） - パーソナリティ